# 두번째 이별
《두번째 이별》(영어: The Miracle)은 영국에서 제작된 닐 조던 감독의 1991년 드라마 영화이다. 베벌리 디앤절로 등이 출연하였고, 레드먼드 모리스 등이 제작에 참여하였다. 제41회 베를린 국제 영화제에 출품되었다.

## 출연
- 베벌리 디앤절로
- 도널 매캔
- 나이얼 번
- 로레인 필킹턴
- J. G. 데블린
- 톰 히키
- 셰인 코너턴

## 기타 제작진
- 배역: 수지 피기스
- 미술: 제마 잭슨
- 의상: 샌디 파월